# Az-Zumar
Az-Zumar (Le Schiere) è la trentanovesima Sura del Corano, una sura meccana composta da 75 versetti. Questa sura si concentra su temi quali l'unicità di Allah, la sincerità del culto, il Giorno del Giudizio, la ricompensa dei giusti e la punizione degli ingiusti. Il nome "Az-Zumar" fa riferimento alle schiere di persone che saranno condotte verso il Paradiso o l'Inferno nel Giorno del Giudizio.

## Contenuto

### Unicità di Allah e Sincerità nel Culto
Versetti 1-5: La sura inizia affermando che la rivelazione del Corano è da parte di Allah, il Potente e il Saggio. Si sottolinea l'importanza di adorare Allah con sincerità e di non associare nulla a Lui. Viene menzionata la creazione dei cieli e della terra come segno del Suo potere e della Sua unicità.

### Futilità dell'Idolatria
Versetti 6-21: Viene criticata l'idolatria e l'associazione di partner ad Allah, mostrando la futilità di adorare altri che non possono né beneficiare né danneggiare. Si esortano i credenti a riflettere sui segni di Allah nella creazione e nella loro esistenza. Viene enfatizzato che solo Allah ha il potere di guidare e di concedere misericordia.

### Giudizio e Ricompensa
Versetti 22-31: Viene trattata la questione del Giudizio Finale, descrivendo le diverse condizioni dei credenti e degli increduli. I cuori che sono aperti alla fede godranno della luce divina, mentre coloro che rifiutano la fede saranno nelle tenebre. Viene affermata la giustizia di Allah nel giudicare le azioni degli uomini.

### La Misericordia di Allah e il Pentimento
Versetti 32-53: La sura invita i peccatori a non disperare della misericordia di Allah, poiché Egli è pronto a perdonare tutti i peccati se ci si pente sinceramente. Viene sottolineata l'importanza del pentimento e del ritorno a Allah, che è Misericordioso e Clemente.

### La Condizione degli Increduli e il Giorno del Giudizio
Versetti 54-75: Si descrive la sorte degli increduli nel Giorno del Giudizio, quando saranno condotti in schiere verso l'Inferno. Contrariamente, i giusti saranno condotti in schiere verso il Paradiso, dove riceveranno la ricompensa eterna per la loro fede e le loro buone azioni. La sura conclude con una glorificazione di Allah, il Re della verità.

## Analisi
La Sura Az-Zumar è particolarmente significativa per il suo messaggio di speranza e misericordia. Invita i peccatori a pentirsi e a tornare a Allah, sottolineando che nessuno deve disperare della Sua misericordia. La critica all'idolatria e l'enfasi sul monoteismo servono a rafforzare la fede dei credenti e a esortarli a mantenere la sincerità nel loro culto.
La descrizione del Giudizio Finale e della separazione tra giusti e ingiusti offre una visione chiara delle conseguenze delle azioni umane e della giustizia divina. La sura termina con una glorificazione di Allah, ricordando ai credenti la necessità di riconoscere e adorare il loro Creatore.
In sintesi, la Sura Az-Zumar offre un potente richiamo alla fede sincera, alla speranza nel perdono divino e alla preparazione per il Giorno del Giudizio, fungendo da guida spirituale e morale per i credenti.